# Mario Müller (Fußballspieler, 1992)
Mario Müller (* 16. Januar 1992 in Mannheim) ist ein deutscher Fußballspieler.

## Karriere
Er begann mit dem Fußballspielen in der Jugendabteilung des Karlsruher SC. Nach insgesamt 19 Spielen in der A-Junioren-Bundesliga wurde er im Sommer 2011 in den Kader der 2. Mannschaft seines Vereins aufgenommen. Nach 45 Spielen für seine Mannschaft in der Regionalliga Süd und der Oberliga Baden-Württemberg wechselte er im Sommer 2013 in die Regionalliga Südwest zur 2. Mannschaft des 1. FC Kaiserslautern. Nachdem er für seinen Verein in zwei Spielzeiten 52 Spiele bestritten hatte, erfolgte im Sommer 2015 sein ligainterner Wechsel zu Eintracht Trier. Im Sommer 2016 wechselte er zum Ligakonkurrenten 1. FC Saarbrücken.
Mit seinem Verein stieg er am Ende der Saison 2019/20 in die 3. Liga auf und kam dort auch zu seinem ersten Einsatz im Profibereich, als er am 19. September 2020, dem 1. Spieltag, beim 1:1-Auswärts-Unentschieden gegen den VfB Lübeck in der Startformation stand. Nach 160 Ligaspielen für seinen Verein wechselte er im Sommer 2022 zum Regionalligisten FC-Astoria Walldorf. Dort absolvierte er in den folgenden beiden Jahren 40 Pflichtspiele für den Verein und gewann 2023 den Badenpokal. Am 1. Juli 2024 schloss Müller sich dann dem FV Fortuna Heddesheim in der Verbandsliga Baden an.

## Sonstiges
Sein Stiefvater ist der ehemalige Spieler und jetzige Trainer Alois Schwartz.